# دزیره بورجیوس
دزیره بورجیوس (به انگلیسی: Désiré Bourgeois) بازیکن فوتبال اهل بلژیک بود.
از باشگاه‌هایی که در آن بازی کرده‌است می‌توان به باشگاه فوتبال مشلان اشاره کرد.
وی همچنین در تیم ملی فوتبال بلژیک بازی کرده‌است.